# Spirorbula depauperata
Spirorbula depauperata is een slakkensoort uit de familie van de Hygromiidae. De wetenschappelijke naam van de soort is voor het eerst geldig gepubliceerd in 1831 door R.T. Lowe.